# Bebop
Bebop eller bop er en stilart inden for jazzmusik. Den opstod i 1940'erne i USA. Altsaxofonisten Charlie Parker og trompetisten Dizzy Gillespie var de store navne, der sørgede for denne stilarts gennembrud.
Bebop er kendetegnet ved at der spilles komplekse fraser i et højt tempo og i øvrigt med komplicerede akkordprogressioner. De enkelte musikere spiller soloer, der her står mere i centrum end ensemblespil.
Beboppen opstod som reaktion på, at de hvide kopierede de sortes musik, spillede det dårligere, men tjente flere penge på det, da de var bedre til markedsføring (og havde social status til at gøre det). Thelonius Monk (bebop-pianist) skulle have sagt: "Vi laver en stilart, de ikke kan kopiere." Dette er sikkert en skrøne, men viser meget godt, hvad der rørte sig i tiden omkring beboppens opståen.
Louis Armstrong og andre ældre jazzpuritanere brød sig bestemt ikke om den nye type jazz, som i dag har samme status som den ældre jazz.
Charlie Parker spillede i 1950'erne med Miles Davis, som udviklede cool jazz, en stil med helt andre værdier end bebop.
| Musik | Spire Denne musikartikel er en spire som bør udbygges. Du er velkommen til at hjælpe Wikipedia ved at udvide den. |